# 金朝文
金朝文（?—?），回族，中国东北人，曾任蒙疆联合自治政府包头市市长。

## 生平
抗日战争爆发后，1937年10月17日，日军占领包头。此后日本人任命刘继广为包头市市长。1939年9月蒙疆联合自治政府成立后，日本特务机关派金朝文任包头市市长，接替刘继广。此后他的生平不详。